# Каванака, Каори
Каори Каванака (яп. 川中香緒里; 3 августа 1991, Котоура, Япония) — японская спортсменка, стрелок из лука, бронзовый призёр 2012 года в командном первенстве. Тренер спортсменки — Хидэаки Ямада.